# Nicsiren buddhizmus
A nicsiren buddhizmus (日蓮系諸宗派: nicsirenkei so súha) a mahájána buddhizmus egyik ága, amely a 13. században élt japán szerzetes, Nicsiren (1222–1282) tanításaira épül. A nicsiren buddhizmus számos formája a japán történelem különböző időszakaiban nagy hatást gyakorolt a japán társadalom bizonyos szeleteire. Ilyenek voltak például a kiotói kereskedők a japán középkorban vagy a második világháború előtti időben az ultranacionalisták. A nicsiren buddhizmus arról nevezetes, hogy elsősorban a Lótusz szútrára összpontosít. Követői úgy tartják, hogy minden emberben megtalálható a Buddha-természet, ezért képes elérni a megvilágosodást jelenlegi életében. Nevezetes továbbá a többi japán buddhista irányzattal való szemben állásáról is – főleg a zennel, a dzsódóval, az ezoterikus buddhizmussal, a singonnal és a ricuval, amelyek Nicsiren szerint letértek a mahájána útjáról. A nicsiren buddhizmus magába foglal számos aliskolát és jó néhány japán új vallást.

## Az alapító
16 éves korától 32 éves koráig Nicsiren számos templomban tanult Japánban, főleg a Hiei-hegyen (Enrjakudzsi) és a Kója-hegyen. Ezek a helyek váltak a buddhista oktatás legfőbb helyeivé (Kiotó, Nara). Végül arra jutott, hogy Buddha (563?–483?BC) legmagasabb tanításai a Lótusz szútrában vannak. Ezen szöveg iránti elkötelezettségét egy mantrában mesélte el 1253. április 28-án (namu mjóhó renge kjó). Életében végig kitartott amellett, hogy kora egyéb buddhista szektáinak tanításai (kiváltképpen a dzsódo, zen, singon, és ricu) hibásan értelmezték a megvilágosodáshoz vezető helyes utat. Ezért Nicsiren nyíltan és hevesen elutasította azokat. Végül sikerült kiprovokálnia, hogy később üldözzék. Egy esetben le akarták fejezni és legalább kétszer száműzték. Néhány Nicsiren iskola úgy tartja, hogy a lefejezési kísérlet fordulópontot jelentett Nicsiren tanításainál, mivel ezután kezdte el megírni a Gohonzont és számos egyéb tanulmányt, amíg hároméves száműzetésben élt a Sado-szigeten, a Japán-tengeren. Visszatérte után elnézést kért Nicsiren mindenkitől és elvonult a Minobu hegyre, ahol tanítványaival együtt építettek egy templomot, Kuondzsi. Élete hátralevő részében Nicsiren itt tanított.

## Iskolák
Ma a nicsiren buddhizmushoz számos iskola tartozik. Nicsiren halála után hamar szétválásnak indultak követői. Halála előtt Nicsiren kijelölt hat idősebb papot (rokurósó), hogy ők adják tovább majd tanításait a következő generációk számára: Nissó (日昭), Nicsiró (日朗), Nikó (日向), Niccsó (日頂), Nicsidzsi (日持), és Nikkó (日興). Mindegyikőjük egy-egy vonalat indított el. Közülük Nicsidzsi végül elutazott az ázsiai kontinensre (kb. 1295) és többet nem hallottak felőle. Niccsó az élete második felében (1302) csatlakozott Nikkóhoz és végül a követőjévé vált.
Számos magyarázatot találni a szétválásra. A különböző iskolák történetei eltérőek, de az kitűnik, hogy a papok különböző módon értelmezték Nicsiren tanításait. Ötjük közül csupán kis mértékben különbözött a véleménye, ám Nikkó egyértelműen szakított velük és 1289-ben elhagyta Kuon-dzsit.
Végül Kuondzsi vált a mai nicsiren iskola szövetség központi templomává. A másik jelentős ág (Nicsirensó iskola) központja Taiszekidzsi lett. Ezt Nikkó alapította 1290-ben, miután elhagyta a Kuondzsit. Innen fejlődött ki később a Kómon-ha (興門派, kó a Nikkó szóból) és a Fudzsi-ha (富士派) ág.

### Legfőbb nicsiren buddhista iskolák
A következő listák a japán Wikipedia Nicsiren buddhizmus szócikkéből valók.

#### Hagyományos iskolák és főtemplomaik
Csak a visszaigazolt főtemplomok nevei vannak latin betűvel megadva.
- Nicsiren: Szozan Minobuzan Kuondzsi 日蓮宗 祖山身延山ja:久遠寺
- Nicsirensósú: Szóhonzan Taiszekidzsi 日蓮正宗 総本山 大石寺
- Honmon bucurjú: ja:本門佛立宗 大本山宥清寺
- Kempon hokke Sú: Szóhonzan Mjómandzsi 総本山妙満寺
- Hokke, Honmon Rjú 法華宗（本門流）大本山光長寺・鷲山寺・本興寺･本能寺
- Hokke, Dzsinmon Rjú 法華宗（陣門流）総本山本成寺
- Hokke, Sinmon Rjú 法華宗（真門流）総本山本隆寺
- Honmon hokke: Daihonzan Mjóren-dzsi 本門法華宗 大本山妙蓮寺
- Nicsirenhon: Honzan Jóbódzsi ja:日蓮本宗 本山ja:要法寺
- Nicsiren: Fudzsu-fusze-ha: Szozan Mjókakudzsi 日蓮宗不受不施派 祖山妙覚寺
- Nicsiren hokke: 日蓮法華宗 大本山正福寺
- Hokke nicsiren: 法華日蓮宗 総本山宝龍寺
- Honpa nicsiren: 本派日蓮宗 総本山宗祖寺
- Honke nicsiren (Hjógo): 本化日蓮宗（兵庫） 総本山妙見寺
- Fudzsu-fusze nicsiren kómon: 不受不施日蓮講門宗 本山本覚寺
- Honke nicsiren (Kiotó): 本化日蓮宗（京都）本山石塔寺
- Sóbó hokke: 正法法華宗 本山大教寺
- Honmon kjóó: 本門経王宗 本山日宏寺
- Nicsiren kómon: 日蓮講門宗

#### Nem hagyományos iskolák
- Reíúkai (Spirituális-Barátság-Egyesület) – Kakutaro Kubo és Kimi Kotani alapították 1920-ban.
- Risso Koszei Kai
- Nipponzan Mjóhódzsi
- Kokucsúkai ja:国柱会 (國柱会 is)
- Sósinkai
- Fudzsi Taiszekidzsi Kensókai (vagy egyszerűen csak Kensókai) ja:富士大石寺顕正会
- Honmon Sósú 本門正宗

### Angol
- A Dictionary of Buddhist Terms and Concepts. Nichiren Shoshu International Center, 1983
- Selected Writings of Nichiren. Burton Watson et al., trans.; Philip B. Yampolsky, ed. Columbia University Press, 1990
- Letters of Nichiren. Burton Watson et al., trans.; Philip B. Yampolsky, ed. Columbia University Press, 1996
- The Cambridge Encyclopedia of Japan. Paul Bowring and Peter Kornicki, eds. Cambridge University Press, 1993. ISBN 0-521-40352-9
- Japan: An Illustrated Encyclopedia. Kondansha, 1993, ISBN 4-06-205938-X; CD-ROM version, 1999.
- The Doctrines and Practice of Nichiren Shoshu. Nichiren Shoshu Overseas Bureau, 2002
- The Soka Gakkai Dictionary of Buddhism. Soka Gakkai, 2002, ISBN 4-412-01205-0

### Japán
- Nichiren Shōshū yōgi (日蓮正宗要義; "The essential tenets of Nichiren Shoshu"). Taiseki-ji, 1978, rev. ed. 1999
- Shimpan Bukkyō Tetsugaku Daijiten (新版　仏教哲学大辞典: "Grand dictionary of Buddhist philosophy, rev. ed."). Seikyo Shimbunsha, 1985. No ISBN.
- Nichiren Shōshū-shi no kisoteki kenkyū (日蓮正宗史の基礎的研究; "A study of fundaments of Nichiren Shoshu history"). (Rev.) Yamaguchi Handō. Sankibo Bussho-rin, 1993. ISBN 4-7963-0763-X
- Iwanami Nihonshi Jiten (岩波　日本史辞典: "Iwanami dictionary of Japanese history"). Iwanami Shoten, 1999. ISBN 4-00-080093-0 (Referred to in text as Iwanami.)
- Nichiren Shōshū Nyūmon (日蓮正宗入門; "Introduction to Nichiren Shoshu"). Taiseki-ji, 2002
- Kyōgaku Yōgo Kaisetsu Shū (教学解説用語集; "Glossary of Nichiren Shoshu Buddhist terms"). (Rev.) Kyōdō Enoki, comp. Watō Henshūshitsu, 2006.

## Külső hivatkozások
- Terebess.hu – Skuczi László – Japán története és vallásai
- www.freeweb.hu – Tarr Dániel – Mahajána buddhizmus
- Kempon Hokke Shu U.S. site
- Nichiren Shoshu's English website
- Nichiren Shu official website
- A magyar weboldal